# Луппова, Анастасия Владимировна
Анастаси́я Влади́мировна Лу́ппова (род. 26 июня 1985 года в Казани, Россия) — российская бильярдистка, тренер, телеведущая. Мастер спорта международного класса по русскому бильярду.

## Биография
Окончила художественную и музыкальную школу в Казани. Играет на фортепиано и гитаре. Окончила Университет управления ТИСБИ в Казани и РГУФК в Москве. Тренировалась у мастера спорта международного класса Антона Мерцалова и у тренера Василия Лазарева.

## Карьера
На отдыхе в санатории всей семьёй Анастасия из любопытства попробовала сыграть со своим отцом в бильярд. Этот случай положил начало спортивной карьере. Первую серьёзную победу одержала на чемпионате Татарстана по русскому бильярду в 2001 году.

## Достижения
В 2006 году завоевала первое место на чемпионате Европы по русскому бильярду в Каунасе в Литве. В 2007 — первое место на чемпионате Европы в Кишинёве. В том же году выиграла командный Кубок России по русскому бильярду. Завоевала бронзовую медаль на чемпионате мира в Финляндии 2007-го года. В 2008 стала обладателем Кубка Кремля. Выиграла кубок «Мисс бильярд-2009» в Ялте, декабрь 2008, победив в финале восходящую украинскую звезду бильярда Анастасию Ковальчук.

## Стиль игры
Анастасия Луппова играет в защитный бильярд, хорошо владеет отыгрышами и крайне редко пытается забить сложные шары, но при этом довольно часто делает большие серии.

## Дальнейшая карьера
С 2015 по 2016 гг. вела программу «Спортивный интерес» на спортивном телеканале Матч ТВ.